# Château de Joulet
Le château de Joulet est un château situé rue de Foulet, à Yzeure, en France.

## Localisation
Le château est situé sur la commune d'Yzeure, dans le département français de l'Allier.

## Historique
L'édifice est inscrit au titre des monuments historiques en 1929.